# Kothdoddi, Raichur
Kothdoddi là một làng thuộc tehsil Raichur, huyện Raichur, bang Karnataka, Ấn Độ.